# Jett Lawrence
Jettson Lawrence né le 7 août 2003 en Australie, est un pilote professionnel de motocross et de supercross. Il est champion 450cc AMA Motocross et 450cc SuperMotocross, ainsi que deux fois champion 250cc AMA Motocross et 250cc AMA Supercross,.

## Biographie
Déménagé en Europe avec sa famille et son grand frère Hunter pour tenter leur chance en motocross, Jett Lawrence a participé et remporté le titre de champion du monde 65cc 2014 en Belgique à 11 ans.
Puis en 2016, il participe au championnat de motocross allemand ADAC ainsi qu'au championnat d'Europe de motocross 85cc.
Deux ans plus tard, il a fait le saut pour le championnat d'Europe 250 EMX à 14 ans, remportant la dernière manche de la saison.
Jett et sa famille a ensuite déménagé aux États-Unis, où il a eu l'opportunité de rejoindre l'équipe amateur Factory Connection.
En 2019, il a fait ses débuts professionnels en supercross lors de la manche d'Unadilla de l'AMA Pro Motocross à 16 ans.
Pour sa première saison complète professionnelle de supercross et motocross aux États-Unis celui-ci obtient le titre de "rookie de l'année" et remporte la finale.
En 2021, Jett Lawrence et son frère Hunter rejoignent l'équipe usine Honda HRC (moto Honda CRF250R) et sont entrainés par O'mara. Jett finira 3e du championnat 250 Est coast de supercross et remportera le championnat AMA Pro Motocross par la suite à seulement 18 ans.
En 2022, Jett se blesse et ne peut pas participer au championnat AMA west coast mais, remis de sa blessure, il remporte le titre côte Est et enchaîne par le titre AMA 250 motocross pendant l'été.
L'année suivante est l'année du passage en catégorie reine. Il commence par participer et remporter le championnat Supercross 250 cote Est avant de monter en 450cc avec Honda pour participer et remporter le championnat Motocross Outdoor 450.

## Réseaux sociaux
Très présent sur les réseaux sociaux, celui-ci a créé sa propre marque sous le nom de Jettson autour de sa passion pour faire les donuts.

## Palmarès
Source
- 20e du championnat australien SX2
- 2020
  - 10e du championnat AMA supercross 250 Ouest
  - 4e du championnat AMA Motocross 250
- 2021
  - 3e du championnat AMA supercross 250 Est
  - Vainqueur du championnat AMA Motocross 250[6],[7]
- 2022
  - Vainqueur du championnat AMA supercross 250 Est
  - Vainqueur du championnat AMA Motocross 250
- 2023 
  - Vainqueur du championnat AMA Supercross 250 côte Ouest
  - Vainqueur du championnat AMA Motocross 450 (où il remporte toutes les manches)
  - Vainqueur du SuperMotocross 450
  - Vainqueur du Supercross de Paris (SX1)[8]
- 2024
  - Vainqueur du championnat AMA Supercross 450 (pour sa première année dans la catégorie)